# 小川半次
小川 半次（おがわ はんじ、1909年9月9日 - 1994年12月26日）は日本の政治家。衆議院議員（10期）、参議院議員（1期）。

## 来歴
1932年、立命館大学法学部卒業。京都市議会議員（3期）、京都府議会議員（左京区選出、1期）を経て、1946年の第22回衆議院議員総選挙に日本進歩党より出馬し初当選。以後衆議院（京都1区）10回、参議院（京都府選挙区）1回当選。改進党、日本民主党を経て保守合同で自由民主党に参加。所属派閥は岸派→福田派。
厚生大臣秘書官、衆議院予算委員長・文化委員長、自民党副幹事長、全国組織委員長、中央政治大学院学長、国民運動本部長、参議院予算委員長、裁判官弾劾裁判所裁判長などを歴任。1948年7月の第2回国会にて、衆議院文化委員長として祝日法の制定に大きな役割を果たした。革新知事として知られた京都府知事の蜷川虎三とは保革を超えた良好な関係を持っており、蜷川3期目の選挙の際には松野鶴平を紹介し、自民党の推薦を与えている。国際勝共連合の初代顧問団に名を連ねていた。1960年9月、河北郡高松町立高松小学校改築資金として10万円寄付により同年12月24日紺綬褒章受章。1969年5月に自民党代議士と右翼的宗教団体を中心とする自主憲法制定国民会議（岸信介会長）の第1回大会が開かれた際には、国民運動本部長として出席した。
予算委員長や弾劾裁判所裁判長といった閣僚経験者クラスのポストも経験したが、角福戦争で福田派が劣勢に立たされていた時代のあおりを受け、最後まで入閣することはなかった。1979年秋の叙勲で勲一等瑞宝章受章。
1994年12月26日死去、85歳。死没日をもって従三位に叙される。

## 人物
- 文人政治家で、歌集「国会風景」（白川書院, 1970）や随筆「私の歩く道」といった著書もある。
- 初当選時、東京の宿舎としていたアパートに学生時代の竹下登が住んでおり、当時からよく遊びに来ては国政の話をしていた。竹下が政界入りを決意したのは小川との関係もある[6]。
- 立命館大学相撲部OBで、立命館大学体育会OB連盟初代会長を務めた。後の衆議院議員萩山教厳は高等学校相撲金沢大会の団体優勝メンバーの一員で、小川の誘いで立命館大学相撲部に入部した。
- プロレタリア川柳作家の鶴彬は同級生で、保守政治家ながら句碑建立に尽力した[7]。